# Movimento per il Socialismo (Svizzera)
Il Movimento per il Socialismo (MPS, in francese Mouvement pour le Socialisme, MPS e in tedesco Bewegung für den Sozialismus, BFS), è un'organizzazione politica svizzera d'ispirazione trockijsta, fondata nella primavera del 2002 e attiva in diversi cantoni della Confederazione. Il MPS, che gode dello status di osservatore permanente nel Segretariato Unificato della Quarta Internazionale, è considerato parte della sinistra radicale.